# رحلة وجدانية عبر فرنسا وايطاليا

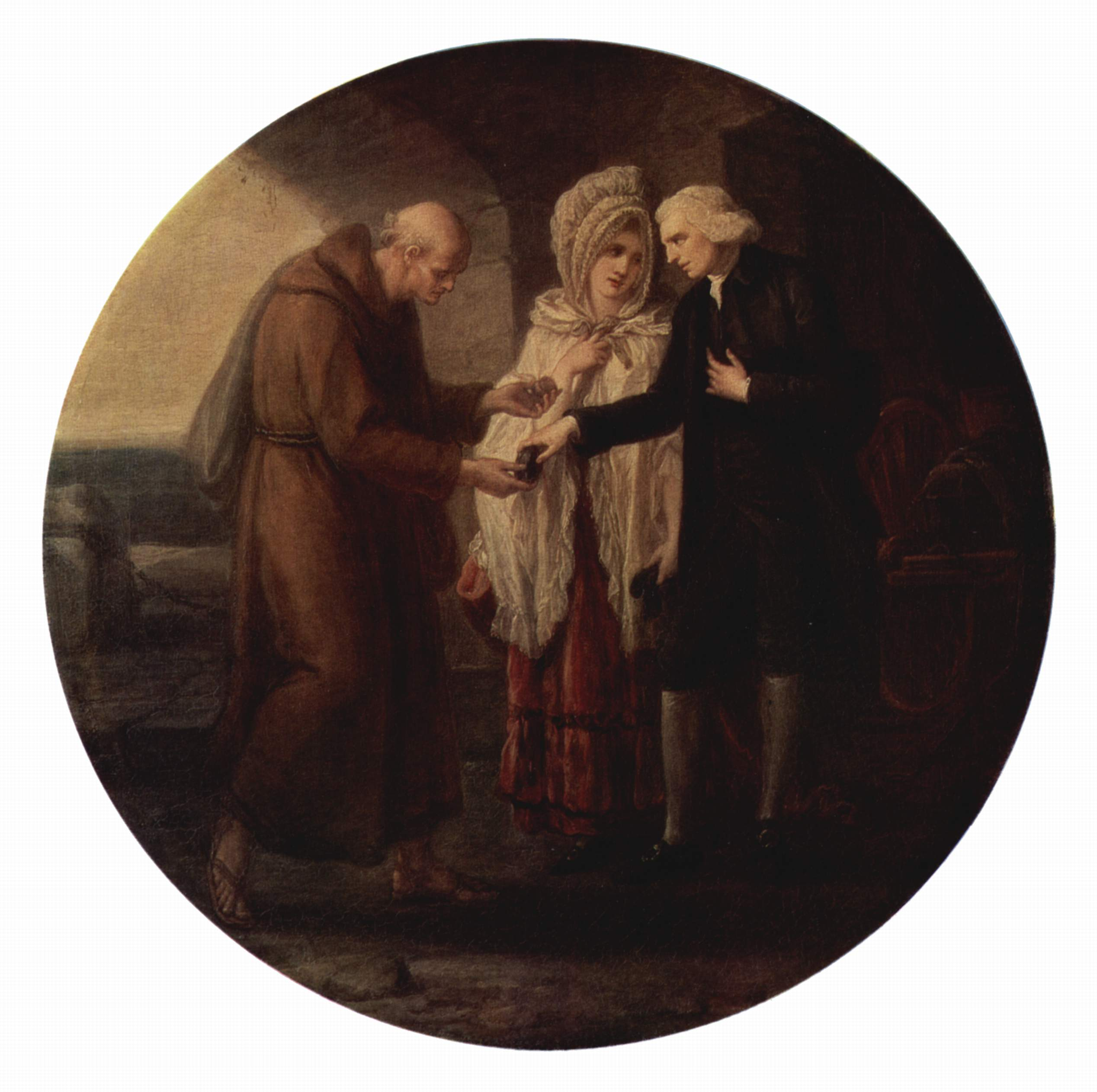

رحلة عاطفية عبر فرنسا وإيطاليا هي رواية لورنس ستيرن، كتبت وأصدرت لأول مرة في عام 1768، حيث كان ستيرن واجه الموت. في عام 1765، سافر ستيرن عبر فرنسا وإيطاليا حتى جنوب نابولي، وبعد عودته قرر وصف سفره من وجهة نظر عاطفية. يمكن النظر إلى الرواية على أنها خاتمة لعمل ربما لم يكتمل هو «حياة وآراء تريسترام شاندي»، وأيضا كإجابة على رحلات توبياس سمولت التي لم تكن عاطفية من خلال فرنسا وإيطاليا. وقد التقى ستيرن مع سمولت خلال رحلاته في أوروبا، واعترض بشدة على طحاله وأكراهه ومعاقته. قام بتصميم شخصية سميلفونجوس عليه.
كانت الرواية شائعة للغاية ومؤثرة وساعدت في إنشاء كتابة السفر كنوع مسيطر في النصف الثاني من القرن الثامن عشر. على عكس حسابات السفر السابقة التي أكدت على التعلم الكلاسيكي ووجهات النظر غير الشخصية الموضوعية، شددت الرحلة الوجدانية على المناقشات الذاتية لذوق ومشاعر الشخصية، من الأخلاق والآداب على التعلم الكلاسيكي. على مدار سبعينيات القرن التاسع عشر، بدأ كتاب السفر من النساء في نشر أعداد كبيرة من حسابات السفر العاطفية. كما أصبح الشعور بالأسلوب المفضل لدى أولئك الذين يعبرون عن وجهات نظر غير سائدة بما في ذلك الراديكالية السياسية.
الراوي هو الكاهن السيد يوريك، الذي يتم تمثيله بشكل مخادع للقراء الذين لا يعرفونهم كصوت ستيرن المتخففة بالكاد. يروي الكتاب مغامراته المختلفة، عادة من النوع اللطيف، في سلسلة من الحلقات المستقلة. الكتاب أقل غرابة وأنيقة في الأسلوب من تريسترام شاندي وكان أفضل استقبال من النقاد المعاصرين. تم نشره في 27 فبراير، وفي 18 مارس توفي ستيرن.

## روابط خارجية
- رحلة وجدانية عبر فرنسا وايطاليا على موقع الموسوعة البريطانية (الإنجليزية)